# Norma Sebré
Norma Srabernich, conocida artísticamente como Norma Sebré (Buenos Aires, 1946 - 4 de febrero de 2025), fue una modelo, vedette, conductora y actriz de cine, teatro y televisión argentina.

## Carrera
Perteneciente a una familia de clase alta, fue la sobrina del Barón Emil Von Zorn. Norma Sebré inició su carrera a fines de 1960 como modelo de pasarela gracias a su impresionante belleza y escultural figura, desplegando atuendos de diseñadores como Ante Garmaz. Luego pasó a las tablas, pero esta vez, como segunda vedette de varios espectáculos del género revisteril como en el Teatro Maipo.
Se hizo conocida en 1970 debido a un aviso publicitario de la caña "Carlos Gardel" en la que, sedienta, le decía a su acompañante la frase "¿Me bajás la caña, Carlos?". Finalmente ante el revuelo público dicho comercial fue prohibido.
En la pantalla grande hizo algunos papeles en el cine argentino durante la década del '70. Iniciándose con La colimba no es la guerra (1972) junto a Elio Roca y Ricardo Bauleo; y culminando con su debut protagónico en Yo maté a Facundo (1975), dirigido por Hugo del Carril, con Federico Luppi y José María Gutiérrez. 
En televisión brilló en algunos programas cómicos como Corrientes y Marrone (1973), junto a José Marrone por Canal 13.

## Filmografía
- 1978: Venus de fuego (film español).
- 1975: Yo maté a Facundo.
- 1974: Los poseídos de Satán.
- 1973: La malavida.
- 1973: El deseo de vivir
- 1972: La colimba no es la guerra.[4]

## Televisión
- 1973: Corrientes y Marrone...la esquina de la revista.
- 1973: El chupete.
- 1974: Humor redondo: Cuatro bodas cuatro.
- 2013: Mil dos momentos de la tele (invitada).

## Vida privada
Estuvo casada con el embajador argentino César Barros Hurtado hasta la muerte de éste.
Luego se casó en 1987 con el conde Federico Zichy Thyssen, un millonario metalúrgico del cual se separó en 1999. Dicha ceremonia estuvo bajo el madrinazgo de la Archiduquesa de Habsburgo y la Princesa Dieterstein de Leloir. El conde falleció en marzo del 2015, distribuyéndose su herencia entre sus hijos. Sebré es la madre de Gabriela Oswald, quien se hizo conocida por los intentos de recuperar su pequeña hija que había sido llevada por su exmarido a Canadá.